# Platylabus tenuicornis (Gravenhorst)
Platylabus tenuicornis is een insect dat behoort tot de orde vliesvleugeligen (Hymenoptera) en de familie van de gewone sluipwespen (Ichneumonidae). De wetenschappelijke naam van de soort werd voor het eerst geldig gepubliceerd door Johann Ludwig Christian Gravenhorst in 1829 als Ichneumon tenuicornis. Constantin Wesmael stelde later de naam Platylabus tenuicornis voor. Wesmael had in 1845 het nieuwe geslacht Platylabus beschreven evenals de soort Platylabus niger en toen hij de exemplaren van Gravenhorst hiermee vergeleek besloot hij dat ze tot dezelfde soort behoorden. Hij veranderde daarom de naam naar Platylabus tenuicornis met Platylabus niger als junior synoniem.